# ريما شعار
ريما شعار (1984 -)، مغنية وممثلة لبنانية تعيش في الكويت.

## عن حياتها
هي خريجة «المعهد العالي لفنون الموسيقية»، بدأت من خلال الغناء في عام 2005 ثم اتجهت إلى التمثيل. وفي عام 2010 أعلنت اعتزال المجال الفني بوصفها فنانة، إلا أنها استمرت فيه أستاذة في المعهد العالي للفنون الموسيقية «قسم أصوات». ومع نشاطها الأكاديمي، فقد أسهمت في اكتشاف مواهب موسيقية عربية.

## أعمالها

### في التلفزيون
- 2009 - وشاءت الأقدار.
- 2009 - شر النفوس 2.
- 2010 - قصة هوانا.

### من الأفلام
- 2008 - كيوت.

### في الغناء
قدمت العديد من الأغاني المنفردة ومن الأغاني الذي قدمتها:
- احس الدنيا حلوة.
- ارجع كفايا.
- ذبحت إنسان.
- عورني قلبي.
- كافي علي اني حبيته.
- ما يحبني.
- مابي غيره.
- مشتاقه ولهانة.
- ويلي ويلو.
- مليون قصة.
- مابي غيره.
- أحلى سنين.
- يضايقني واراضية.
- بلادي الكويت.
- الجو بارد.
- يوم يومين

## روابط خارجية
- ريما شعار على موقع قاعدة بيانات الأفلام العربية